# Brad Boxberger
Bradley George Boxberger (ur. 27 maja 1988) – amerykański baseballista występujący na pozycji miotacza (relief pitchera).

## Przebieg kariery
W czerwcu 2006 został wybrany w 20. rundzie draftu przez Kansas City Royals, jednak nie podpisał kontraktu z organizacją tego klubu, gdyż zdecydował się podjąć studia na University of Southern California, gdzie w latach 2007–2009 grał w drużynie uniwersyteckiej USC Trojans. W czerwcu 2009 został wybrany w pierwszej rundzie draftu z numerem 43. przez Cincinnati Reds, ale grał tylko w klubach farmerskich tego zespołu, najwyżej na poziomie Triple-A w Louisville Bats. W grudniu 2011 w ramach wymiany zawodników przeszedł do San Diego Padres, w którym zadebiutował 10 czerwca 2012 w meczu przeciwko Milwaukee Brewers.
W styczniu 2014 został zawodnikiem Tampa Bay Rays. 8 maja 2014 w meczu z Baltimore Orioles jako pierwszy w historii MLB (według Elias Sports Bureau), wchodząc na boisko w pierwszej połowie szóstej zmiany, zaliczył trzy strikeouty po dziewięciu narzutach przy wszystkich bazach zajętych. W 2015 po raz pierwszy otrzymał powołanie do AL All-Star Team i zaliczył najwięcej save'ów w American League (44).
W listopadzie 2017 w ramach wymiany zawodników przeszedł do Arizona Diamondbacks.

## Nagrody i wyróżnienia
| Nagroda/wyróżnienie | Lata | Źródło |
| All-Star            | 2015 | [ 1 ]  |